# Boeing 2707
Boeing 2707 byl projekt amerického nadzvukového dopravního letadla. Skupina Boeing jej začala vyvíjet v roce 1967 jako reakci na francouzsko-britský Concorde. První zkušební lety byly plánovány na rok 1970 a první stroje měly být zákazníkům dodány v roce 1974. Projekt byl nejprve zcela přepracován a poté v roce 1971, po skončení dotací americkou vládou, zrušen. Šlo o soutěž velmocí v budování nadzvukových letadel (SST). V SSSR se v dílnách Tupolev vyvíjel Tupolev Tu-144 (na západě jej přezdívali "Konkordski") a Velká Británie ve spolupráci s Francii vytvořila Concorde.